# سید عباس مدرسی یزدی
سید عباس مدرسی‌زاده یزدی(زاده ۹ خرداد ۱۳۲۲ در نجف – درگذشته ۲۹ آبان ۱۳۹۹ در قم) روحانی شیعه، مجتهد ایرانی و از مراجع تقلید شیعه بود.

## زندگی
وی در ۹ خرداد ۱۳۲۲ خورشیدی در نجف زاده شد. پدر وی سید یحیی مدرسی‌زاده یزدی فقیه بود و سید علی خامنه‌ای، رهبر کنونی ایران یکی از شاگردان او بود. در ۱۰ سالگی معمم گشته وارد حوزه علمیه نجف شد و پس از گذراندن دروس دوره سطح وارد دوره خارج شد و از درس استادان ذیل استفاده کرد: درس فقه سید محسن حکیم، سید ابوالقاسم خویی که عمده خارج فقه از وی فراگرفت، محمود حسینی شاهرودی، هاشم آملی، میرزا حسن موسوی بجنوردی، میرزا باقر زنجانی، حسین حلی و والدش یحیی مدرسی‌زاده یزدی. تا این که از کسانی چون میرزا هاشم آملی اجازه اجتهاد مطلق گرفت.
وی در سال ۱۳۶۴ خورشیدی از نجف به قم مهاجرت کرد و ساکن شد

## تالیفات
- نماذج الاصول فی شرح مقالات الاصول (هشت جلد)
- نموذج فی الفقه الجعفری
- حاشیه بر عروه الوثقی
- نموذج العروه و تکمیلها (در پنج جلد)
- حاشیه بر تحریر الوسیله
- توضیح المسائل
- مناسک حج
- بحث ولایت فقیه
- شرح مختصر عربی بر غالب کتاب نموذج العروه و بر تمام کتاب احکام المختصه بالکفار
- شهادت ثالثه
- تناسخ ارواح
- حسن بصری
- استفتائات پزشکی
- استفتائاتی پیرامون ماه محرم‌الحرام و عزاداری
- احکام بانوان
- رساله نوجوانان و جوانان
- اوصاف پیامبر